# Kościół św. Józefa w Łunińcu
Kościół Józefa w Łunińcu – rzymskokatolicki obiekt sakralny wybudowany w 1932 roku w Łunińcu na Białorusi.

## Historia
W 1931 r. biskup piński Zygmunt Łoziński poświęcił w Łunińcu nowy budynek kościoła parafii św. Józefa. Kościół został konsekrowany 11 lipca 1935 r. przez biskupa Kazimierza Bukraba. Do jego zamknięcia przez władze sowieckie w 1948 r. pracowało tu 15 księży.
W latach 1940. XX w. kościół używano jako skład zboża i broni, wskutek czego zdewastowano jego wnętrze, rozebrano także wieżę. Później w budynku działał Rejonowy Dom Kultury, odbywały się w nim koncerty i młodzieżowe dyskoteki. Po rozpadzie ZSRR sąd przyznał świątynię katolikom. Pierwsza msza święta od zamknięcia została odprawiona 13 kwietnia 1997 r.  
Budynek został odnowiony w 2012 roku za sprawą ks. Leonarda Okolotowicza, który przejął funkcje pierwszego stałego proboszcza polskojęzycznej parafii oraz opiekę nad odrestaurowaniem kościoła do jego przedwojennego stanu.
Przy kościele znajdują się pozostałości kwatery żołnierzy polskich poległych i zmarłych podczas wojny polsko-bolszewickiej.